# Bandiagara-klippen
Bandiagara-klippen er en markant klippevæg i Moptiregionen i det vestafrikanske land Mali. Klippevæggen, som er op til 500 meter høj, strækker sig mere end 150 km.
Bjergskråningerne er hjemsted for dogonfolket, og er på grund af folkets unikke tilpasning til naturen blevet udråbt til et verdensarvsområde.
Bandiagara er en bjergkæde af sandsten; I enden af kæden ligger Hombori Tondo, Malis højeste bjerg, der er 1.115 moh. Bjerget er seværdigt af både arkæologiske og etnografiske grunde, og på grund af den karakteristiske geologi.
Dogonfolket indvandrede i dette området i 1300-tallet, og fordrev to folkegrupper som havde boet her tidligere: Tellem og Toloy. Mange af bygningerne og anlæggene er oprindelig skabt af Tellemfolket. Tellemfolket boede i landsbyer på bjergskråningerne, som f.eks. Kani Bonzon, hvorfra Dogonene også spredte sig ud over området da de kom.

## Eksterne kilder og henvisninger
- Wikimedia Commons har flere filer relateret til Bandiagara-klippen
- UNEP World Conservation Monitoring Centre faktaark (Webside ikke længere tilgængelig)